# 永華影業公司
永華影業公司是一家已結業的香港影片制作公司，1947年由南下香港的上海商人李祖永在其同鄉張善琨協助下成立，從國外引進當時先進的攝影設備，初期於九龍界限街自設片廠主力制作國語影片，創業作《國魂》於1948年上映，並制作一系列有水準的電影作品，如《清宮秘史》(1948年)、《山河淚》(1949年)、《翠翠》和《巫山盟》(1953年)、《春天不是讀書天》(1954年)等。1954年永華片廠倉庫失火，多部影片拷貝及設備付諸一炬，損失達港幣3百萬元，國外放映而留下拷貝的《國魂》和《清宮秘史》得以倖存。公司業務隨即漸走下坡而面臨結業，據1955年3月的公告，公司委托聯合清盤人公開出售物業及其他財產，及後片廠資產由新加坡制片人陸運濤旗下的國泰機構在1955年收購並在翌年改組為國際電影懋業有限公司，成為進軍香港影片制作市場的「踏腳石」。